# تيم إنجلش
تيم إنجلش (بالإنجليزية: Tim English)‏ هو لاعب كرة قدم أسترالية أسترالي، ولد في 10 أغسطس 1997.

## وصلات خارجية
- تيم إنجلش على موقع AustralianFootball.com (الإنجليزية)
- تيم إنجلش على موقع AFLtables.com (الإنجليزية)